# Alderängesån
Alderängesån är ett biflöde till Ljungan i Ånge kommun. Ån har sina källflöden något mer än en mil söder om sin mynning mellan Ljungaverk och Fränsta. Ån avvattnar inga större sjöar, den största är Klocktjärnen (14 hektar).